# 2 a. C.
El año 2 a. C. fue un año común comenzado en jueves o viernes (las fuentes difieren) del calendario juliano. También fue un año común comenzado en miércoles del calendario juliano proléptico. En aquella época, era conocido como el Año del consulado de Augusto y Silvano (o menos frecuentemente, año 752 Ab urbe condita).

## Acontecimientos
- César Augusto es nombrado Padre de la Patria.
- Julia la Mayor es exiliada a la isla de Pandataria por delitos contra la moral.

## Fallecimientos
- Iullus Antonius (Julio Antonio), hijo de Marco Antonio y cónsul romano en el 10 a. C.;
- Marco Lolio, cónsul y senador romano.
- Fraates IV, rey del Imperio parto desde el 37 a. C.